# Suillus bellinii
Suillus bellinii (Inzenga) Watling, Notes R. bot. Gdn Edinb. 28(1): 59 (1967).
Il Suillus bellinii è un fungo edule appartenente alla famiglia delle Suillaceae. 
È probabilmente uno dei "pinaroli" più pregiati dal punto di vista gastronomico, anche in considerazione della carne piuttosto compatta.

## Descrizione della specie
Cappello
6-14, non molto regolare, inizialmente emisferico, poi convesso fino a diventare appianato; cuticola un po' glutinosa, ma asciutta a tempo secco, facilmente separabile, di colore variabile, prima biancastra, poi bruna con sfumature e chiazze color nocciola o oliva, che tende a schiarirsi verso il margine.
Tubuli
Adnati o lievemente decorrenti, di colore biancastro poi giallo.
Pori
Larghi, angolosi, inizialmente di colore da biancastro a giallo-crema, poi giallo-verdastri-olivacei.

Gambo
3-6 x 2-3 cm, pieno, solitamente corto e tozzo rispetto alle dimensioni del cappello, spesso ricurvo e attenuato verso la base; superficie biancastra o paglierina marcatamente e fittamente ricoperta da punti allungati o granulazioni di colore rosso-vinaccia, poi brune, più numerose verso l'alto.
Carne
Soda, poi molliccia nel fungo maturo, di colore bianco-giallastro, rosata sotto la cuticola.
- Odore: fruttato.
- Sapore: dolce.

Spore
Giallo-ocra in massa, 7,5-9,5 x 3,5-3,8 µm, ellittiche-fusiformi, lisce, guttulate, apiculate.

## Habitat
Cresce lungo i litorali in boschi di conifere a due aghi (Pino marittimo, Pino domestico), in zone a clima temperato, in primavera-autunno e persino in periodo invernale se non vi sono gelate. È una tipica specie mediterranea, piuttosto comune nelle pinete litoranee.

## Commestibilità
Eccellente, probabilmente il migliore dei Suillus.

## Specie simili
- Si può facilmente confondere con altri Suillus che condividono lo stesso habitat, quali ad esempio il Suillus collinitus (Fr.) Kuntz., il Suillus granulatus (Linn. : Fr.) Rouss., o con il Suillus mediterraneensis (Jacq et Blum) Redeuilh, che si differenzia per il colore della carne, giallo e non bianco.

## Etimologia
Dal latino bellinii = di Vincenzo Bellini, compositore italiano (1801-1835).

## Sinonimi e binomi obsoleti
- Boletus bellinii Inzenga,: 25 (1879)
- Ixocomus bellinii (Inzenga) Maire, (1933)
- Rostkovites bellinii (Inzenga) Reichert, Palest. J. Bot., Rehovot Ser. 3: 218 (1940)